# NGC 7729
NGC 7729 (również PGC 72083 lub UGC 12730) – galaktyka spiralna z poprzeczką (SBa), znajdująca się w gwiazdozbiorze Pegaza. Odkrył ją Édouard Jean-Marie Stephan 5 października 1883 roku.